# Solariorbis shimeri
Solariorbis shimeri is een slakkensoort uit de familie van de Tornidae. De wetenschappelijke naam van de soort is voor het eerst geldig gepubliceerd in 1914 door Clapp.